# Monti Čichačëv
I monti Čichačëv (in russo хребет Чихачёва?) sono una catena montuosa del sud-est dei monti Altaj. Segnano, nella parte meridionale, il confine di stato tra la Federazione Russa (Repubblica dell'Altai) e la Mongolia (Provincia del Bajan-Ôlgij). Nella parte settentrionale, seguono il confine tra la Repubblica dell'Altai e la Repubblica di Tuva.
La catena porta il nome del geografo naturalista russo Pëtr Aleksandrovič Čichačëv che condusse le sue ricerche nella regione.

## Geografia
I monti Čichačëv hanno una lunghezza di circa 100 km e la loro vetta più alta è il monte Turgen uul (4 029 m) situato dentro i confini della Mongolia, dove si trova anche il picco Tėvsėg-Uul (3 745 m). La vetta dell'Ashatiik-Dabani-Hjar (3 094 m), invece, segna il punto di confine tra Repubblica dell'Altai, Tuva e Mongolia. La cima più alta nel territorio di Tuva è il Mongun-Tajga (3 717 m), mentre nel Koš-Agačskij rajon è il Talduajr (3 505 m). Scendono dai monti Čichačëv i corsi d'acqua che danno origine alla Čuja.
A ovest, la catena dei Čichačëv confina con i monti Kurajskij e con la steppa della Čuja, mentre a sud-ovest è separata dai monti Sajljugem dal passo Durbėt-Daba: il valico, alto 2 481 m, si trova lungo la strada R256 detta "Čujskij trakt", importante via di comunicazione che collega Novosibirsk alla frontiera mongola.
I monti sono composti da arenaria, calcari, scisti cristallini e quarzite. La vegetazione è quella tipica della steppa e, in parte, della tundra pietrosa. Le montagne sono popolate da animali selvatici rari, come il leopardo delle nevi e l'argali.
Parte della cresta, situata nel territorio dell'Ulaganskij rajon, appartiene alla Riserva naturale statale dell'Altaj (Алтайский государственный природный биосферный заповедник), la quale è inclusa nelle Montagne d'Oro dell'Altaj.